# Aymavilles

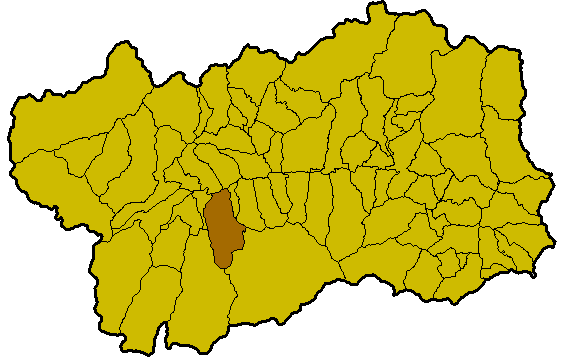
Ubicación del municipio de Aymavilles en el Valle de Aosta.

Aymavilles es una localidad italiana de la provincia de Aosta, región de Valle de Aosta, con 2009 habitantes.

## Evolución demográfica
| Gráfica de evolución demográfica de Aymavilles entre 1861 y 2001 |
|                                                                  |
| Fuente ISTAT - elaboración gráfica de Wikipedia                  |